# Куратченко Володимир Олександрович
Володи́мир Олекса́ндрович Кура́тченко (нар. 28 квітня 1948, Омськ, тепер РФ) — український державний і політичний діяч, перший віце-прем'єр-міністр України (1999), голова Держкомрезерву, голова Запорізької обласної державної адміністрації. Кандидат економічних наук (1990).

## Освіта
У вересні 1955 — червні 1964 року — учень середньої школи № 13 міста Запоріжжя. У вересні 1964 — липні 1966 року — учень Запорізького ПТУ № 15.
Вища освіта: Запорізький машинобудівний інститут (заочно, 1977—1983), «радіотехніка», радіоінженер; Академія суспільних наук при ЦК КПРС (1987—1990), «теорія соціально-політичних відносин», політолог, викладач соціально-політичних дисциплін. Кандидат економічних наук (1990). Захистив дисертацію на тему «Розробка основних положень концепції створення і функціонування спеціальної економічної зони у Закарпатській області СРСР».

## Трудова діяльність
У серпні 1966 — січні 1967 року — слюсар механоскладального цеху військового заводу поштова скринька № 64. У січні — травні 1967 року — слюсар-інструментальник заводу «Радіоприлад», місто Запоріжжя.
У червні 1967 — грудні 1968 року — радист атомного підводного човна на Тихоокеанському флоті.
У січні 1969 — травні 1970 року — контролер лабораторії, у травні 1970 — липні 1972 року — регулювальник 3-го розряду, у липні 1972 — травні 1979 року — регулювальник 4-го розряду цеху № 44, у травні 1979 — листопаді 1981 року — майстер цеху № 44 Запорізького заводу «Радіоприлад». У 1980—1982 роках виконував урядове доручення СРСР в Афганістані.
Член КПРС з 1971 по 1991 рік.
У листопаді 1981 — грудні 1983 року — заступник секретаря парткому заводу, у грудні 1983 — травні 1984 року — начальник цеху № 545, у травні — вересні 1984 року — начальник цеху № 49, у вересні 1984 — червні 1985 року — заступник генерального директора з виробництва Запорізького заводу «Радіоприлад».
У червні 1985 — 24 жовтня 1987 року — секретар Запорізького міського комітету КПУ з питань промисловості.
У серпні 1987 — грудні 1988 року — інспектор ЦК КПУ.
10 грудня 1988 — червень 1990 року — секретар Закарпатського обласного комітету КПУ з питань промисловості.
У липні 1990 — січні 1997 року — генеральний директор Запорізького виробничого об'єднання «Радіоприлад».
У грудні 1996 — грудні 1997 року — заступник міністра машинобудування, військово-промислового комплексу і конверсії України.
У грудні 1997 — квітні 1998 року — 1-й заступник міністра промислової політики України.
9 квітня 1998 — 14 січня 1999 року — голова Запорізької обласної державної адміністрації. Державний службовець 1-го рангу.
14 січня — 31 липня 1999 року — 1-й віце-прем'єр-міністр України. Одночасно голова Ради експортерів при Кабінеті Міністрів України, голова Державної комісії з питань зв'язку і радіочастот, голова Національної ради з питань якості.
У серпні — грудні 1999 року — радник Президента України.
2 грудня 1999 — 14 червня 2000 року — голова Запорізької обласної державної адміністрації.
У червні 2000 — серпні 2001 року — у кадровому резерві.
7 серпня 2001 — 17 квітня 2003 року — Голова Державного комітету України з державного матеріального резерву.
30 квітня 2004 — 10 серпня 2005 року — генеральний директор — голова правління Київводоканалу.
Березень 1998 — кандидат в народні депутати України від НДП, № 35 в списку. На час виборів: перший заступник Міністра промислової політики України, член Народно-демократичної партії.
Квітень 2002 — кандидат в народні депутати України від блоку «За єдину Україну!», № 57 в списку. На час виборів: Голова Державного комітету України з державного матеріального резерву, член НДП.
Грудень 2002 — кандидат в народні депутати України, виборчий округ № 82, Запорізька область, самовисування. «За» 11.74 %, 3 з 32 претендентів. На час виборів: Голова Державного комітету України з державного матеріального резерву, член НДП.
Березень 2006 — кандидат в народні депутати України від Блоку НДП, № 97 в списку. На час виборів: тимчасово не працював, член НДП.
Голова Запорізької обласної організації Народно-демократичної партії (НДП) (22 листопада 1996 — 7 листопада 2003); член Політвиконкому і Політради Народно-демократичної партії (листопад 1998 — грудень 2002).

## Нагороди
- орден «Трудова слава»
- Почесна грамота Кабінету Міністрів України (квітень 2003)[17].

## Родина
Одружений; має дві дочки.